# ヘンリエッタ・ファルカショバ
ヘンリエッタ・ファルカショバ（Henrieta Farkašová, 1986年5月3日-）は、スロバキアのパラアルペンスキー選手（視覚障害、B3クラス）。

## 人物
スロバキアのコシツェ県のロジュニャヴァに生まれる。
17歳の時に、レヴォチャの高校（盲学校）のスキーキャンプでスキーを始め、2004年には初めて国際大会に参加した。トルナヴァ大学でソーシャルワークを専攻し、2011年に卒業した。
先天性の強度近視（弱視）であり、シルエット程度を認識することができる。競技のクラス分け基準では、視覚障害のうち一番障害の程度が軽いB3クラスとされる。
2014年のソチパラリンピックの閉会式、2018年の平昌パラリンピックの開会式で、スロバキア選手団の旗手を務めた。
2008年からナタリア・シュブルトバが競技時のガイドを務めており、雪面の起伏、傾斜、滑り方等の情報をヘルメットの通信機器で伝えている。2020年からはシュブルトバとの関係を終了し、以後のガイドはMichal ČerveňやMartin Motykaが務めている。

## 競技成績
2006年にはトリノパラリンピックに参加するが、現地でクラス分けの認定を得られず、競技に出場できなかった。2010年のバンクーバーパラリンピックで3つの金メダルと1つの銀メダルを獲得し、2014年のソチパラリンピックでは2つの金メダルと1つの銅メダルを獲得した。
2018年の平昌パラリンピックでは、出場した5種目の全てでメダル（金メダル4つ、銀メダル1つ）を獲得した。同大会での4つの金メダル獲得は、同大会最多であり、「平昌パラリンピックのMVP」とも評された。
2022年の北京パラリンピックでは、2つの金メダルを獲得した。

## 受賞
2014年には、スロバキア政府（大統領）から勲章（Rad Ľudovíta Štúra I. triedy）を授与された。
2019年10月25日には、パラリンピック・スポーツ賞を受賞した。
2019年には、ローレウス世界スポーツ賞の年間最優秀障害者選手賞を受賞した。